# Виетнамци в Русия
Виетнамците в Русия (на виетнамски: Người Việt tại Nga, на руски: Вьетнамцы в России) са 70-ата по численост етническа група в Русия. Според преброяването на населението през 2010 г. броят на хората, определили се за виетнамци, е 13 954 души, или 0,01% от населението на страната.

## История

### Виетнамски студенти в СССР
Първите виетнамци се заселват в СССР в началото на 1920-те години. Това са студенти от университетите на Коминтерна, главно Комунистическия университет на трудещите се на Изтока. Около 70 виетнамци преминават през тази система на комунистическо образование в Съветска Русия. Основателят на Демократична република Виетнам – Хо Ши Мин, учи в Москва през 1920-те години заедно с други членове на Виетнамската комунистическа партия.
В продължение на четири десетилетия, от началото на 1950-те години до разпадането на Съветския съюз, около 30 000 граждани на Виетнам получават висше, както и средно и специално образование (главно техническо) в СССР. Според други източници 50 000 виетнамци пристигат да учат в СССР по време на Студената война.

### Трудова миграция
През 1981 г. е подписано споразумение между Виетнам и СССР „За насочването и приемането на виетнамски граждани за професионално обучение в предприятия и организации на СССР“, което определя всички отношения между виетнамските работници и предприятията, където са изпратени. Броят на работещите в СССР виетнамци през различните години варира от 100 до 120 хиляди души. От 1981 до 1991 г. те работят в 372 промишлени предприятия в седем съветски републики, главно в РСФСР (83%). В отделните предприятия виетнамците съставляват 10 – 15% от общия брой работници по това време. Сред пристигналите почти всички завършиват гимназия, много от тях са ръководители в производството. Виетнамците сключват договори за четири до шест години за работа в определено предприятие. Според трудовия договор около 40% от приходите им отиват за виетнамските работници, а останалата част се прехвърля във Виетнам и отива за изплащане на държавния дълг към СССР. Последните подобни групи от виетнамци пристигат в СССР през 1989 г., през 1994 г. приемането им е напълно прекратено, а в началото на 1996 г. изтича срокът на последната виетнамска група. Според официалната статистика 80,6 хиляди души са се завърнали в родината си.

## Численост и дял
Численост и дял на виетнамците според преброяванията през годините:
| Преброяване | Численост | Дял (в %) |
| 1926        | 0         | 0,00      |
| 1939        | 0         | 0,00      |
| 1959        | 781       | 0,00      |
| 1970        | 6 287     | 0,00      |
| 1979        | 661       | 0,00      |
| 1989        | 2 142     | 0,00      |
| 2002        | 26 206    | 0,02      |
| 2010        | 13 954    | 0,01      |